# Delphinium sinovitifolium
Delphinium sinovitifolium är en ranunkelväxtart som beskrevs av Wen Tsai Wang. Delphinium sinovitifolium ingår i släktet storriddarsporrar, och familjen ranunkelväxter. Inga underarter finns listade i Catalogue of Life.